# Michael Cohn
Michael Cohn (* im 20. Jahrhundert) ist ein US-amerikanischer Filmregisseur und Drehbuchautor, der durch Kinoproduktionen wie Ermordet am 16. Juli, Schneewittchen oder Sacrifice international bekannt wurde.

## Leben und Karriere
Michael Cohn erwarb einen Master of Arts im Fach Filmproduktion an der University of Texas at Austin und einen Bachelor of Arts in dem Fach Journalismus an der University of Oklahoma. Seine Laufbahn als Regisseur begann Cohn dann zu Beginn der 1990er Jahre mit dem Science-Fiction-Film F-117 A Stealth-War mit Jürgen Prochnow in der Hauptrolle. 1994 inszenierte er den Thriller Ermordet am 16. Juli in der Besetzung Ally Walker, Martin Sheen und Ron Perlman, zu dem er auch das Drehbuch verfasste. Der Film wurde 1995 beim Cognac Festival du Film Policier mit dem Grand Prix Vidéo Award ausgezeichnet. 1997 drehte er mit Sigourney Weaver und Sam Neill eine Horror-Version des Märchens Schneewittchen.
Im Jahr 2014 entstand unter seiner Regie und seiner Drehbuchfassung das Drama Sacrifice. In den Hauptrollen spieltem Dermot Mulroney, Luke Kleintank und Austin Abrams.
Neben seiner Tätigkeit als Regisseur und Drehbuchautor arbeitet er auch als Dozent in mehreren Bereichen der Filmproduktion wie Regie, Drehbuch, Kamera und Beleuchtung. Seit Januar 2012 ist er am Houston Community College tätig.
Michael Cohn ist Mitglied der Writers Guild of America, West.

## Auszeichnungen
- 1995: Grand Prix Vidéo Award beim Cognac Festival du Film Policier für Ermordet am 16. Juli

## Filmografie

### Als Regisseur
- 1992: F-117 A Stealth-War (Interceptor)
- 1994: Ermordet am 16. Juli (When the Bough Breaks)
- 1997: Schneewittchen (Snow White: A Tale of Terror)
- 2015: Sacrifice

### Als Drehbuchautor
- 1994: Ermordet am 16. Juli (When the Bough Breaks)
- 2015: Sacrifice